# Feel Good (série télévisée)
Pour les articles homonymes, voir Feel Good.
Feel Good est une série télévisée britannique en deux saisons de six épisodes de 25 minutes réalisée par Mae Martin. Elle est diffusée le 18 mars 2020 sur Channel 4, puis le lendemain sur Netflix.

## Synopsis
Mae Martin est une canadienne exilée au Royaume-Uni qui aspire à devenir humoriste. Un jour, elle fait la rencontre de George (Georgina), venue assister à son spectacle de stand-up et s'ensuit alors le début d'une histoire d'amour. Cependant, Mae doit lutter contre ses anciens démons, une addiction à la drogue, tandis que George, jusqu'à présent hétérosexuelle, doit apprendre à mener sa vie sous cette nouvelle facette.

## Distribution

### Acteurs principaux
- Mae Martin (VF : Leslie Lipkins) : Mae
- Charlotte Ritchie (VF : Victoria Grosbois) : George (Georgina)
- Phil Burgers (VF : Jérôme Wiggins) : Phil, leur colocataire
- Sophie Thompson (VF : Martine Irzenski) : Maggie

### Acteurs secondaires
- Ophelia Lovibond (Saison 1) et Stephanie Leonidas (Saison 2) (VF : Edwige Lemoine) : Binky, la meilleure amie de George
- Lisa Kudrow (VF : Rafaèle Moutier) : Linda, la mère de Mae
- Adrian Lukis (VF : Michel Laroussi) : Malcolm, le père de Mae
- Ritu Arya (VF : Julia Boutteville) : Lava/Laura, la fille de Maggie
- Tom Durant Pritchard (VF : Stéphane Roux) : Hugh, le petit ami de Binky
- Pippa Haywood (VF : Véronique Augereau) : Felicity, la mère de George
- Anthony Head : le père de George
- Tom Andrews (VF : Boris Rehlinger) : Kevin
- Ramon Tikaram : David
- Tobi Bamtefa (VF : Nicolas Justamon) : Nick
- Rosalind March (VF : Annie Le Youdec) : Brenda
- Sindhu Vee (VF : Jessica Jaouiche) : Karen
- Steen Raskopoulos (VF : Erwan Zamor) : Pete Lewis
- Al Roberts (VF : Laurent Maurel) : Jared
- Barry Ward : Arnie Rivers
- John Ross Bowie : Scott
- Eleanor Matsuura[3] (VF : Claire Beaudoin):  Donna Ridley

## Épisodes

### Première saison (2020)
Les épisodes, sans titre, sont numérotés de un à six.

### Deuxième saison (2021)
Le 7 décembre 2020, la série a été renouvelée pour une deuxième et dernière saison. La diffusion est annoncée pour 2021.
La deuxième saison est diffusée sur Netflix à partir du 4 juin 2021.
Les épisodes, sans titre, sont numérotés de un à six, comme pour la première saison.